# Ауэс, Херберт
Херберт Ауэс (нем. Herbert Ahues; 2 марта 1922, Берлин — 11 июля 2015, Бремен) — немецкий шахматный композитор, гроссмейстер ФИДЕ (1989) и международный арбитр по шахматной композиции (1962). Опубликовал 3500 композиций, преимущественно двухходовки, 400 из которых были отмечены призами.
Отец Карл Оскар Ауэс — международный мастер (1950).